# Xã Ashland, Michigan
Xã Ashland (tiếng Anh: Ashland Township) là một xã thuộc quận Newaygo, tiểu bang Michigan, Hoa Kỳ. Năm 2010, dân số của xã này là 2.773 người.